# Élection gouvernorale de 2022 dans l'État de Rio de Janeiro
Une élection gouvernorale a lieu le 2 octobre 2022 dans l'État de Rio de Janeiro au Brésil, afin d'élire le gouverneur de l'État pour un mandat de 4 ans. Cette élection a lieu en même temps que l'élection présidentielle et les élections parlementaires. 
Le gouverneur sortant, Cláudio Castro (PL), soutenu par Jair Bolsonaro, est réélu dès le premier tour avec 58,67% des suffrages, face au député Marcelo Freixo (PSB).